# Тафернер, Маттеус
Маттеус Тафернер (нем. Matthäus Taferner; родился 30 января 2001 года, Клагенфурт-ам-Вёртерзе, Австрия) — австрийский футболист, полузащитник клуба «Тироль (Ваттенс)».

## Клубная карьера
Тафернер — воспитанник инсбрукского «Ваккера». 29 сентября 2017 года в матче против «Аустрии» из Лустенау он дебютировал во Второй лиге. В 2018 году клуб вышел в элиту. 20 апреля 2019 года в матче против «Маттерсбурга» он дебютировал в австрийской Бундеслиге. 25 мая в поединке против «Маттерсбурга» Маттеус забил свой первый гол за «Ваккер». Летом того же года Тафернер перешёл в дрезденское «Динамо». 27 июля в матче против «Нюрнберга» он дебютировал во Второй Бундеслиге. В начале 2020 года для получения игровой практики Маттеус на правах аренды вернулся в «Ваккер».
Летом 2020 года Тафернер перешёл в «Вольфсберг». 13 сентября в матче против «Ред Булл Зальцбург» он дебютировал за новый клуб. В поединке против «Хартберга» Маттеус забил свой первый гол за «Вольфсберг».